# Fotogrammetri
Fotogrammetri er videnskaben og teknologien til at opnå pålidelig information om fysiske genstande og miljøet gennem processen med at optage, måle og fortolke fotografiske billeder og mønstre af elektromagnetiske strålingsbilleder og andre fænomener. Udtrykket fotogrammetri blev opfundet af den preussiske arkitekt Albrecht Meydenbauer, som optrådte i hans artikel fra 1867 "Die Photometrographie".